# Kodály Zoltán Emlékmúzeum és Archívum
Kodály Zoltán Emlékmúzeum és Archívum (1062 Budapest, Kodály körönd 1., bejárat az Andrássy út 89. felől)

## Története
A ház földszinti négyszobás saroklakásában Kodály Zoltán zeneszerző 1924-től haláláig (1967) lakott. A ház falán, a Körönd felől, Vígh Tamás bronz domborműve erre emlékeztet. Lakását később múzeumnak rendezték be. A szobák egy részét Kodály korabeli állapotban őrizték meg, pl. a 19. századi hangulatot árasztó szalont, ahol Kodály Zoltán a legkedvesebb vendégeket és a próbára érkező muzsikusokat fogadta.
Kodály fogadószobájában próbált Basilides Mária, Set Svanholm, Ferencsik János és Török Erzsi, de megfordult itt Yehudi Menuhin, Aram Hacsaturján, Szigeti József, Pablo Casals, Leopold Stokowski. A legbelső szoba volt a dolgozószoba, faragott íróasztallal és hatalmas könyvtárral, néhány népi hangszer és hangfelvevő gép a népdalkutató Kodály emlékét idézi. A másik két szobában a gazdag hagyaték és egy kamarakiállítás látható Pillantás az alkotóműhelybe címmel.

## Kapcsolódó oldalak
- Galyatetői Nagyszálló